# Magneuptychia libyoidea
Magneuptychia libyoidea är en fjärilsart som beskrevs av Butler 1866. Magneuptychia libyoidea ingår i släktet Magneuptychia och familjen praktfjärilar. Inga underarter finns listade i Catalogue of Life.